# Pfälzische G 4.I
Die Dampflokomotiven der Gattung G 4I waren Güterzug-Dampflokomotiven der Pfälzischen Eisenbahnen mit vier Kuppelachsen und ohne Laufachsen.

## Beschreibung
Durch die Firma Krauss ließ die Pfalzbahn insgesamt zwei Serien dieser Lokomotive bauen. 1898 erhielt sie zwölf und 1899 15 Exemplare dieser Bauart, die unter anderem in Neustadt stationiert wurden. Insgesamt 15 von diesen Maschinen wurden von der Deutschen Reichsbahn in die Baureihe 5572 mit den Nummern 55 7201–7215 umgezeichnet und bis Ende der 1920er betrieben. Die restlichen Exemplare gingen nach dem Ersten Weltkrieg an die Eisenbahnen des Saargebietes.
Die Lokomotiven waren mit Schlepptendern der Bauart 3 T 12 ausgestattet.